# قوش (فیلم)
قوش (به انگلیسی: Kes) نام یک فیلم درام محصول ۱۹۶۹ به کارگردانی کن لوچ است. این فیلم دومین ساخته سینمایی لوچ بود که منجر به شهرت او شد. این فیلم بر پایه رمان «یک قوش برای یک نابکار» (به انگلیسی: A Kestrel for a Knave) اثر بری هاینز (۱۹۶۸) ساخته شده‌است. فیلم قوش، توسط بنیاد فیلم بریتانیا در رتبه هفتم ده فیلم برتر قرار گرفته است. گاردین نیز این فیلم را در فهرست «یک‌هزار فیلمی که پیش از مرگ باید ببینید»، قرار داده است.
این فیلم که روایتگر ماجرای یاس‌آور نوجوانی نحیف با خانواده‌ای نابهنجار است، همزمان زندگی تیره و تار مردم نواحی صنعتی شمال انگلستان را به تصویر می‌کشد.

## داستان
بیلی کاسپر (دیوید بردلی) نوجوانی ۱۴ ساله که با مادر و برادر ناتنی‌اش، «جاد» زندگی می‌کند، با مشکلات خانوادگی و اجتماعی روبروست. مادرش در آستانه ازدواج با مردی عیاش است و برادر عصبی‌اش که در معدن کار می‌کند معمولاً برخورد مناسبی با او ندارد. بیلی همچنین از مدرسه بیزار است و رابطه پرتنشی با معلمان دارد، آنچنان که به دلیل جثه نحیف‌اش و نداشتن مهارت در فوتبال، توسط مربی ورزش غیرعادی‌اش، مورد تحقیر و آزار قرار می‌گیرد. اما در این احوال، بیلی با یافتن یک جوجه قوش و دست‌آموز کردن آن، زندگی دل‌انگیزی را می‌آغازد و با علاقه فراوان اوقات خود را با پرنده‌اش صرف می‌کند. اما این دوران دیری نمی‌پاید، بیلی پس از آنکه در انجام سفارش برادرش برای خرید بلیط شرط‌بندی مسابقه اسب‌دوانی، دچار اشتباهی کودکانه می‌شود، مورد خشم او قرار می‌گیرد. بیلی در حالی که در مدرسه نیز با مشکلی بزرگ مواجه شده، در بازگشت به خانه پی می‌برد که جاد، پرنده دست‌آموز عزیزش را کشته است.

## جایزه‌ها
- ۱۹۷۰: گوی بلورین - جشنواره بین‌المللی فیلم کارلووی واری
- ۱۹۷۱: بهترین فیلم‌نامه بریتانیایی - جایزه انجمن نویسندگان بریتانیای کبیر
- ۱۹۷۱: جوایز فیلم بفتا
  - جایزه بفتای بهترین بازیگر نقش مکمل مرد (کالین ولند)
  - پرآتیه‌ترین بازیگر نورسیده نقش اصلی (دیوید بردلی)